# Liufu, Anhui
Liufu (kinesiska: 刘府) är en köping i östra Kina. Den ligger i Fengyang härad i staden Chuzhou i provinsen Anhui,, omkring 100 kilometer norr om provinshuvudstaden Hefei. Antalet invånare är 64 905. Befolkningen består av 30 770 kvinnor och 34 135 män. Barn under 15 år utgör 19,0 %, vuxna 15-64 år 70 %, och äldre över 65 år 9,0 %.